# Temporada da NHL de 1967–68
A temporada da NHL de 1967–68 foi a 51.ª  temporada da National Hockey League (NHL). Doze times jogaram 74 partidas cada. O Montreal Canadiens venceu a Stanley Cup contra o novo St. Louis Blues.

## Negócios da Liga
Essa temporada viu a NHL se expandir dos "seis times originais" ao adicionar seis novas franquias,  incluindo St. Louis Blues, California Seals, Philadelphia Flyers, Minnesota North Stars, Pittsburgh Penguins, e Los Angeles Kings. Em 8 de dezembro de 1967, o California Seals foi renomeado para Oakland Seals antes de ser renomeado novamente para California Golden Seals em 1970. Como resultado da expansão, a Liga reorganizou seus times em duas Divisões, colocando os times dos Seis Originais na Divisão Leste e os times da expansão na Divisão Oeste. A NHL, além disso, aumentou seu calendário da temporada regular de 70 para 74 jogos por equipe com cada time jogando 50 partidas contraoponentes de sua própria divisão (10 contra cada oponente da divisão) e 24 jogos contra times da divisão oposta (4 por oponente). Um novo formato para os playoffs também foi introduzido, com os quatro melhores times de cada divisão se classificando para a pós-temporada, com o primeiro e o terceiro e o segundo e o quarto das respectivas divisões se enfrentando em séries semifinais. Os vencedores de cada confronto iriam se enfrentar pelo título das suas divisões, com os finalistas do Oeste competindo pelo recém-criado Taça Clarence S. Campbell e os finalistas do Liste duelando pelo antigo Troféu Príncipe de Gales, e uma vaga na final da Stanley Cup. Todas as séries teriam duelos em melhor de sete jogos.
Nessa temporada, a NHL também anunciou um novo prêmio individual, chamado Troféu Memorial Bill Masterton, chamado assim em homenagem aBill Masterton, que morreu em 15 de janeiro de 1968, após sofrer uma lesão durante um jogo (a primeira vez que um jogador da NHL morreu diretamente de uma lesão no gelo).
A idade mínima dos jogadores a serem submetidos ao draft de amadores subiu para 20.
Houve um grande número de resistências para assinarem contrato esse ano. Três jogadores do New York Rangers, incluindo Rod Gilbert, Arnie Brown e Orland Kurtenbach, foram multados em $500 por seu time. Todavia,  Ed Van Impe dos Flyers recusou-se a assinar eu contrato, seguido por Earl Ingarfield e Al MacNeil, que também se recusaram a assinar, então Tim Horton do Toronto, Norm Ullman de Detroit e Ken Wharram e Stan Mikita de Chicago fizeram o mesmo. Liderada por Alan Eagleson, a nova NHL Players Association estava na ativae funcionando.

## Temporada Regular

### Melhores Momentos
Em 11 de outubro de 1967, Jean Beliveau marcou seu 400° gol na carreira sobre o goleiro Hank Bassen do Pittsburgh Penguins.
Os Canadiens tropeçaram fora do portão. Em sua primeira viagem para a costa oeste, foram derrotados pelos Seals por 2–1 e os Kings os bateram por 4–2. Os Habs perderam algumas outras partidas e estavam na última posição em dezembro. Mas em janeiro, Jean Beliveau começou a marcar e outros também estavam inspirados. Os Habs jogaram muito bem, vencendo 12 partidas consecutivas e então colocando 10 mais vitórias para pegar a liderança da Divisão Leste. Guiado por Gump Worsley, que teve 6 jogos sem sofrer gols e uma média de gols contra de 1,98 e levou o time à menor média de gols contra da liga, Montreal conseguiu manter a liderança. Worsley, pela primeira vez, chegou ao primeiro time das estrelas.
Em 24 de fevereiro de 1968, Rogatien Vachon de Montreal foi vítima de quatro gols por Rod Gilbert, que estabeleceu um recorde da NHL de 16 finalizações ao gol.
Ed Giacomin novamento liderou a liga com 8 jogos sem sofrer gols, e levou os Rangers à segunda posição, reforçado pela emergência de Jean Ratelle ao estrelato.
Boston obteve Phil Esposito, Ken Hodge e Fred Stanfield em uma troca arrasa quarteirões com Chicago. Essa negociação, com o tempo, mostrou-se muito favorável aos Bruins. Isso, coincidindo com a ascensão de Bobby Orr, levou a uma melhora no jogo de Boston, e os Bruins lideraram a liga em pontuação com os 84 pontos de Esposito e se classificaram aos playoffs pela primeira vez em quase uma década. Embora tenha perdido ação com uma lesão no joelho, Orr ainda ganhou o Troféu Memorial James Norris como melhor defensor da liga.
Em contraste, o Chicago Black Hawks teve uma queda súbita e, apesar dos gols heróicos de Bobby Hull e Stan Mikita, estava em grande pressão para se classificar aos playoffs. A defesa medíocre e o goleiro eram os culpados.
Roger Crozier sentiu a tensão no gol e saiu de Detroit. Ele voltou, mas os Red Wings terminaram em último de toda fora, apesar de um ataque potente liderado por Gordie Howe, Alex Delvecchio e Norm Ullman. Mesmo uma troca tardia na temporada de Ullman e Paul Henderson pelo astro de Toronto Frank Mahovlich e pelo futuro astro dos Blues Garry Unger foi muito pouco e muito tarde. Todavia, em 24 de março de 1968, Mahovlich tornou-se apenas o 11° jogador a marcar 300 gols, jpa que ele marcou seu 300° e seu 301° gols na vitória por 5-3 sobre o Boston Bruins.
Enquanto isso, o atual campeão da Stanley Cup Toronto Maple Leafs, ainda sólido na defesa com Johnny Bower e com o reserva Bruce Gamble, teve numerosos problemas. Mahovlich passou um tempo no hospital com um ataque nervoso, e a temporada foi estragada por disputas contratuais e tensão com o rígido técnico Punch Imlach. Uma recuperação tardia na temporada falhou em conseguir uma vaga nos playoffs.
Na Divisão Oeste, o Philadelphia Flyers tornou-se o primeiro campeão da temporada regular dos clubes da expansão. Enquanto seu ataque era pobre (o jogador de carreira em ligas menores Leon Rochefort liderou o time com apenas 21 gols), os ex-goleiros do Boston Bruins Bernie Parent e Doug Favell mostraram forma surpreendente. Por trás dos jogadores Gary Dornhoefer, Ed Van Impe, Larry Zeidel e Forbes Kennedy, o time deu os primeiros vislumbres do "Broad Street Bullies" dos anos futuros.
O Los Angeles Kings era um time predito pelos especialistas para terminar em último na Divisão Oeste. O dono Jack Kent Cooke havia comprado o Springfield Indians da American Hockey League por $1 para fortalecer o elenco dos Kings. Surpreendentemente, os Kings terminaram em segundo, apenas um ponto atrás do líder. Bill Flett marcou 26 gols, enquanto Eddie Joyal teve 23 gols e 34 assistências para 57 pontos, sendo o segundo de maior pontuação na Divisão Oeste. Entre os times da expansão, os Kings tiveram o melhor desempenho contra os times já estabelecidos, com desempenho de 10-12-2 contra os times do Leste.
Oakland, esperado para terminar em primeiro, caiu longe da marca, com uma pobre média de público. O defensor Kent Douglas, um antigo vencedor do Troféu Memorial Calder, jogou muito abaixo das expectativas e foi trocado com Detroit por Ted Hampson e pelo defensor Bert Marshall. Os Seals terminaram em último na Divisão Oeste.
Glenn Hall pode ter sido considerado muito velho pelos Black Hawks, o que o deixou desprotegido no draft da expansão, mas não pelo St. Louis Blues, que se aproveitou de seus cinco jogos sem sofrer gols para chegar em terceiro. Um benefício surpreendente foi seu artilheiro, o anteriormente desconhecido Red Berenson (com apenas 45 pontos em 185 jogos anteriores na NHL) que explodiu para o estrelato, mais que dobrando o total de sua carreira em apenas 55 jogos.
Todavia, o Pittsburgh Penguins terminou em quinto, liderado pelo antigo astro dos Rangers Andy Bathgate. Tendo por trás um elenco envelhecido—nove dos dez maiores marcadores e o seu goleiro tinham mais de trinta anos—eles não puderam apresentar uma defesa ou um ataque forte.
O Minnesota North Stars teve seus momentos de glória apesar de terminar em quarto na Divisão Oeste. Em 30 de dezembro de 1967, Bill Masterton e Wayne Connelly marcaram gols na vitória surpreendente por 5–4 sobre o Boston Bruins. Em 10 de janeiro, Connelly—que terminaria a temporada com 35 gols, liderando seu time e a Divisão Oeste—teve um hat trick em uma vitória por 6–4 sobre os poderosos da Divisão Oeste, Philadelphia Flyers, e Masterton foi o arquiteto dos três gols.
A tragédia ocorreu na liga em 14 de janeiro de 1968. Em um jogo no Metropolitan Sports Center em Bloomington, o Oakland Seals estava na cidade para enfrentar os North Stars e Bill Masterton liderou um contra-ataque para a zona de Oakland. Dois defensores, Larry Cahan e Ron Harris se escoraram para a antiga contenção em sanduíche e, quando Masterton arremessou o puck para a zona dos Seals, os dois atingiram Masterton de forma dura mais limpa. Masterton foi lançado para o ar e para trás e caiu com a cabeça no gelo. Ele foi removido para um hospital em Minneapolis onde os médicos não puderam fazer uma cirurgia devido à gravidade de sua lesão na cabeça. No início da manhã de 15 de janeiro de 1968, Bill Masterton morreu. Ele foi o primeiro jogador a morrer como um resultado direito de lesões sofridas em um jogo da NHL, o único incidente em um jogo de profissionais desde 1907.

### Classificação Final
Nota: PJ = Partidas Jogadas, V = Vitórias, D = Derrotas, E = Empates, Pts = Pontos, GP = Gols Pró, GC = Gols Contra,PEM=Penalizações em Minutos
Times que se classificaram aos play-offs estão destacados em negrito
| Divisão Leste       | PJ | V  | D  | E  | Pts | GP  | GC  | PEM  |
| ------------------- | -- | -- | -- | -- | --- | --- | --- | ---- |
| Montreal Canadiens  | 74 | 42 | 22 | 10 | 94  | 236 | 167 | 700  |
| New York Rangers    | 74 | 39 | 23 | 12 | 90  | 226 | 183 | 673  |
| Boston Bruins       | 74 | 37 | 27 | 10 | 84  | 259 | 216 | 1043 |
| Chicago Black Hawks | 74 | 32 | 26 | 16 | 80  | 212 | 222 | 606  |
| Toronto Maple Leafs | 74 | 33 | 31 | 10 | 76  | 209 | 176 | 634  |
| Detroit Red Wings   | 74 | 27 | 35 | 12 | 66  | 245 | 257 | 759  |

| Divisão Oeste         | PJ | V  | D  | E  | Pts | GP  | GC  | PEM |
| --------------------- | -- | -- | -- | -- | --- | --- | --- | --- |
| Philadelphia Flyers   | 74 | 31 | 32 | 11 | 73  | 173 | 179 | 987 |
| Los Angeles Kings     | 74 | 31 | 33 | 10 | 72  | 200 | 224 | 810 |
| St. Louis Blues       | 74 | 27 | 31 | 16 | 70  | 177 | 191 | 792 |
| Minnesota North Stars | 74 | 27 | 32 | 15 | 69  | 191 | 226 | 738 |
| Pittsburgh Penguins   | 74 | 27 | 34 | 13 | 67  | 195 | 216 | 554 |
| Oakland Seals         | 74 | 15 | 42 | 17 | 47  | 153 | 219 | 787 |

### Artilheiros
PJ = Partidas Jogadas, G = Gols, A = Assistências, Pts = Pontos, PEM = Penalizações em Minutos
| Jogador         | Time                | PJ | G  | A  | Pts | PEM |
| --------------- | ------------------- | -- | -- | -- | --- | --- |
| Stan Mikita     | Chicago Black Hawks | 72 | 40 | 47 | 87  | 14  |
| Phil Esposito   | Boston Bruins       | 74 | 35 | 49 | 84  | 21  |
| Gordie Howe     | Detroit Red Wings   | 74 | 39 | 43 | 82  | 53  |
| Jean Ratelle    | New York Rangers    | 74 | 32 | 46 | 78  | 18  |
| Rod Gilbert     | New York Rangers    | 74 | 29 | 48 | 77  | 12  |
| Bobby Hull      | Chicago Black Hawks | 71 | 44 | 31 | 75  | 39  |
| Norm Ullman     | Toronto Maple Leafs | 71 | 35 | 37 | 72  | 28  |
| Alex Delvecchio | Detroit Red Wings   | 74 | 22 | 48 | 70  | 14  |
| John Bucyk      | Boston Bruins       | 72 | 30 | 39 | 69  | 8   |
| Ken Wharram     | Chicago Black Hawks | 74 | 27 | 42 | 69  | 18  |

### Goleiros Líderes
Nota: PJ = Partidas jogadas; Min - Minutos jogados; GC = Gols contra; MGC = Média de gols contra; V = Vitórias; D = Derrotas; E = Empates; PSG = Partidas sem gols
| Jogador | Time | PJ | Min | GC | MGC | V | D | E | PSG |
| ------- | ---- | -- | --- | -- | --- | - | - | - | --- |

## Prêmios da NHL
| Prêmios de 1967-68 da NHL       | Prêmios de 1967-68 da NHL                                       |
| ------------------------------- | --------------------------------------------------------------- |
| Troféu Príncipe de Gales:       | Montreal Canadiens                                              |
| Taça Clarence S. Campbell:      | Philadelphia Flyers                                             |
| Troféu Art Ross:                | Stan Mikita, Chicago Black Hawks                                |
| Troféu Memorial Bill Masterton: | Claude Provost, Montreal Canadiens                              |
| Troféu Memorial Calder:         | Derek Sanderson, Boston Bruins                                  |
| Troféu Conn Smythe:             | Glenn Hall, St. Louis Blues                                     |
| Troféu Memorial Hart:           | Stan Mikita, Chicago Black Hawks                                |
| Troféu Memorial James Norris:   | Bobby Orr, Boston Bruins                                        |
| Troféu Memorial Lady Byng:      | Stan Mikita, Chicago Black Hawks                                |
| Prêmio Mais/Menos da NHL:       | Dallas Smith, Boston Bruins                                     |
| Troféu Vezina:                  | Rogatien Vachon & Gump Worsley, Montreal Canadiens              |
| Troféu Lester Patrick:          | Thomas F. Lockhart, Walter A. Brown, General John R. Kilpatrick |

### Times das Estrelas
| Primeiro Time                    | Position | Segundo Time                      |
| -------------------------------- | -------- | --------------------------------- |
| Gump Worsley, Montreal Canadiens | G        | Ed Giacomin, New York Rangers     |
| Bobby Orr, Boston Bruins         | D        | J.C. Tremblay, Montreal Canadiens |
| Tim Horton, Toronto Maple Leafs  | D        | Jim Neilson, New York Rangers     |
| Stan Mikita, Chicago Black Hawks | C        | Phil Esposito, Boston Bruins      |
| Gordie Howe, Detroit Red Wings   | RW       | Rod Gilbert, New York Rangers     |
| Bobby Hull, Chicago Black Hawks  | LW       | Johnny Bucyk, Boston Bruins       |

## Estreias
O seguinte é uma lista de jogadores importantes que jogaram seu primeiro jogo na NHL em 1967-68 (listados com seu primeiro time, asterisco(*) marca estreia nos play-offs):
- Bobby Schmautz, Chicago Black Hawks
- Bill White, Los Angeles Kings
- Walt McKechnie, Minnesota North Stars
- Mickey Redmond, Montreal Canadiens
- Jacques Lemaire, Montreal Canadiens
- Garry Monahan, Montreal Canadiens
- Walt Tkaczuk, New York Rangers
- Dennis Hextall*, New York Rangers
- Simon Nolet, Philadelphia Flyers
- Barclay Plager, St. Louis Blues
- Garry Unger, Toronto Maple Leafs

## Últimos Jogos
O seguinte é uma lista de jogadores importantes que jogaram seu último jogo na NHL em 1967-68 (listados com seu último time):
- Bill Masterton, Minnesota North Stars
- Bronco Horvath, Minnesota North Stars
- Bernie Geoffrion, New York Rangers
- Dickie Moore, St. Louis Blues
- Don McKenney, St. Louis Blues